# Juncus ×sallandiae
Juncus ×sallandiae is een nothospecies uit het geslacht rus (Juncus). Het betreft een hybride tussen tengere rus (Juncus tenuis) en samengetrokken rus (Juncus dudleyi).

## Determinatie
Juncus ×sallandiae is een vaste, kruidachtige plant die pollen vormt. Ze is alleen onderaan de stengels bebladerd. De hele plant is opvallend geelgroen tot lichtgroen van kleur met een rossige gloed. De stengels bereiken een hoogte van 30–80 cm; ze zijn glad en voornamelijk hol, maar deels opgevuld met een spinnenwebachtig weefsel. De bloemen zijn aan de voet omgeven door twee vrij spitse steelblaadjes. De bloemdekbladen zijn gelijk van vorm en grootte; ze zijn zeer spits en duidelijk langer dan de niet of zelden ontwikkelde doosvrucht.